# Haivana Nakya, Arizona
Haivana Nakya je naseljeno područje za statističke svrhe u američkoj saveznoj državi Arizona. Prema popisu stanovništva iz 2010. u njemu je živjelo 96 stanovnika.